# سوريك (آراغاتسوتن)
مدينة سوريك (بالإنجليزية: Sorik)‏ هي إحدى المدن التابعة لمقاطعة آراغاتسوتن في أرمينيا. يقدر عدد سكانها بـ 110 نسمة حسب الإحصاء الذي جرى عام 2011.